# Clara Mulder
Clara H. Mulder (Jogjakarta, 30 november 1962) is een Nederlandse geograaf en demograaf. Ze is hoogleraar Demografie aan de Faculteit Ruimtelijke Wetenschappen van de Rijksuniversiteit Groningen. Ze is gespecialiseerd in binnenlandse migratie (migratie binnen de eigen landgrenzen), residentiële mobiliteit (verandering van woonplek), huishoudens en familierelaties. Zij heeft belangrijke bijdragen geleverd aan de geografie, demografie en familiesociologie.
Ze keek als een van de eerste wetenschappers naar hoe woonplaatskeuze en huisvesting worden beïnvloed door familierelaties.  Zo liet Mulder zien dat jongvolwassenen vaker naar de stad trekken als daar al een broer of zus woont, en dat binnenlandse migratie in bijna een kwart van de gevallen mede gemotiveerd wordt door nabijheid tot familie.

## Biografie
Clara Mulder is in 1962 geboren in Jogyakarta (Indonesië).  
In 1984 behaalde ze haar kandidaats in de sociale geografie aan de Vrije Universiteit in Amsterdam en in 1988 cum laude haar Master of Science (MSc) in de sociale geografie aan de Universiteit van Amsterdam. In 1993 promoveerde ze bij Pieter Hooimeijer en Dirk van de Kaa aan de Universiteit van Amsterdam met haar proefschrift Migration dynamics: A life course approach (Dynamiek in migratie vanuit een levensloopperspectief). Haar onderzoek liet zien dat de binnenlandse migratie in Nederland na een flinke daling in de jaren 70 min of meer stabiel bleef in de jaren 80, en dat huishoudensvorming verreweg de meeste verhuizingen veroorzaakt.
Van 2001 tot 2011 was Mulder hoogleraar Demografie een de Universiteit van Amsterdam en in maart 2011 is zij benoemd als hoogleraar demografie bij het Population Research Centre van de Faculteit Ruimtelijke Wetenschappen aan de Rijksuniversiteit Groningen.
In 2019 kreeg zij een eredoctoraat van de Universiteit van Umeå (Zweden).

## Onderzoek
Clara Mulder heeft belangrijke bijdragen geleverd aan de geografie, demografie en familie sociologie. Ze was een van de eerste wetenschappers die - op basis van de levensloop - onderzocht hoe mensen keuzes maken met betrekking tot werk, echtscheiding, familie en woonplaats. Ze werkt internationaal samen met andere onderzoekers. Een aantal daarvan zijn: 
- 2010, 2011, 2014 en 2020: Universiteit van Umeå, Zweden, samenwerking met Gunnar Malmberg[10]  en dr Emma Lundholm[11] leidde tot Mulder & Malmberg 2011 Wie ouders of broers of zussen dichtbij heeft wonen verlaat minder vaak het gezamenlijk huis na echtscheiding, en doet dat over kortere afstand.[12] en Mulder & Malmberg 2014 Lokale bindingen leiden tot minder binnenlandse migratie van man-vrouw-stellen. Werk dichtbij van de man is hierbij belangrijker dan werk van de vrouw dichtbij. Familie dichtbij van de man is net zo belangrijk als familie dichtbij van de vrouw.[13]
- 2013: Nuffield College, Universiteit van Oxford, samenwerking met John Ermisch leidde tot Ermisch & Mulder 2019. Frequent contact met ouders en buren leidt tot minder binnenlandse migratie.[14]
- 2008: Universiteit van Keulen, samenwerking met Michael Wagner leidde tot Mulder & Wagner 2010 Wie het initiatief neemt tot een scheiding of voor wie een nieuwe relatie als motief heeft verlaat vaker het gezamenlijk huis.[15] en Mulder & Wagner 2012 Wie al in het huis woonde, eigenaar is van het huis of de ouders in de buurt heeft wonen verlaat minder vaak het gezamenlijk huis.[16]
- 2004 (tiendaags uitgenodigd workshopverblijf): Universiteit van St Andrews, samenwerking met Paul Boyle leidde tot Boyle e.a. 2008 in Demography. Vaak verhuizen verhoogt de kans op echtscheiding.[17][18]
- 1999: Universiteit van Californië, Los Angeles, samenwerking met William A.V. Clark leidde o.a. tot Mulder & Clark 1999 in International Journal of Population Geography. Meer opleiding en een hoger inkomen van de ouders leidt in de VS minder vaak tot het verlaten van de staat bij het uit huis gaan.[19][20]
- 1991, januari/februari 1996 en juni 1997: Max Planck Instituut voor Menselijke Ontwikkeling en Onderwijs, Berlijn, samenwerking met Michael Wagner leidde o.a. tot Mulder & Wagner 1998. Mensen die later werden geboren in de jaren 1920-65 werden in Nederland steeds eerder in hun leven huiseigenaar. In West-Duitsland ging die ontwikkeling minder snel. In Nederland hing eigenwoningbezit meer samen met de eigen gezinssituatie dan in Duitsland, in Duitsland hing het meer samen met eigenwoningbezit van de ouders dan in Nederland.[21]

Onderzoekers uit het buitenland die Mulder heeft ontvangen en de onderzoeksresultaten:
- 2018: Amy Spring, Georgia State University, Atlanta leidde tot Spring, Mulder, Thomas & Cooke 2021. Gescheiden mensen keren vaker terug naar de plaats waar ze opgroeiden dan anderen, vooral als hun ouders daar nog wonen.[22]
- 2014 – 2015: Thomas J. Cooke, Universiteit van Connecticut (Fulbright Scholar) leidde tot Cooke, Mulder & Thomas 2016. In de VS verlaten gescheiden personen bij wie kinderen in huis wonen vaker de staat dan gescheiden personen die geen kinderen in huis hebben.[23]

Papers en posters in ten minste twee internationale conferenties en/of workshops per jaar waaronder:
- de European Population Conferences (EPC)[24],
- de International Conference on Population Geographies[25]

## Onderwijs
Vanaf 2002 promoveerden er 22 onderzoekers bij Mulder en in 2023 begeleidt zij 7 promovendi.
Verder heeft zij cursussen gegeven over bevolking, migratie, overlevingsanalyse en multivariate statistiek aan de universiteiten van Amsterdam, Utrecht en Groningen.

## Bestuurlijke activiteiten
- 2022 Bestuursvoorzitter domein 'Gedrags- Maatschappij- en Rechtswetenschappen (GMRW), van de Koninklijke Nederlandse Akademie van Wetenschappen (KNAW)[27]
- 2018 - 2021  Directeur Graduate School of Spatial Sciences (Rijksuniversiteit Groningen)
- 2012 - 2016  bestuurslid European Association for Population Studies (EAPS)[28]
- 2011-2021 Voorzitter van de afdeling Demografie en hoofd van het Population Research Centre (Rijksuniversiteit Groningen)
- 2002 - 2009 voorzitter Nederlands Vereniging voor Demografie (NVD)[29], een organisatie voor iedereen die belangstelling heeft voor of beroepsmatig te maken heeft met demografische vraagstukken zoals ontgroening en vergrijzing, gezinsvorming en internationale migratie. Lid zijn o.a. wetenschappers van verschillende disciplines - werkzaam aan universiteiten, het Nederlands Interdisciplinair Demografisch Instituut (NIDI) en het Centraal Bureau voor de Statistiek (CBS)[30]

## Lidmaatschappen
- 2023 Als lid van de International Union for the Scientific Study of Population (IUSSP)[31][32] is zij tevens lid van de IUSSP-werkgroep voor levenslange migratie.[33]  Deze werkgroep streeft ernaar om migratie te herdefiniëren en te beschouwen als een complex levenslooptraject door migratiepatronen te analyseren, diversiteit te erkennen, binnenlandse en internationale migratie te integreren, en inzicht te krijgen in de invloed van migratie op individuele kansen en welzijn.
- 2022 fellow van het Duits Federaal Instituut voor Bevolkingsonderzoek (BiB)
- 2017 lid van de Koninklijke Nederlandse Akademie van Wetenschappen (KNAW)[34][35]
- 2017 lid van de Academia Europaea[36][37]
- 2015 -  Lid Expertgroep Sociale Demografie, CBS [38]
- 2015 - 2021 Geaffilieerd onderzoeker, Nederlands Interdisciplinair Demografisch Instituut (NIDI)
- 2013 Mede aanvrager en lid stuurgroepvan SSHOC-NL.[39] In SSHOC-NL hebben de sociale wetenschappen en geesteswetenschappen de handen ineengeslagen om onderzoekers te voorzien van computationele vaardigheden, verrijkte data en veilige hulpmiddelen die hen zullen helpen maatschappelijke transformaties, crises en verdeeldheid te analyseren op manieren die voorheen onmogelijk waren.[40]
- 2009  (gekozen) lid van de Koninklijke Hollandsche Maatschappij der Wetenschappen (KHMW)[41]
- 2004 Lid klankbordgroep Bevolking/Gezinshuishoudensprognose. (CBS)

## Redactionele activiteiten
- Lid Internationale Adviesraad, tijdschrift 'Population Space and Place[42]
- Lid, Internationale Adviesraad, tijdschrift 'Housing Studies' [43]
- Lid redactieraad tijdschrift 'Advances in Life Course Research'[44]
- Lid redactieraad European Journal of Population[45]
- Gedeeld hoofdredacteur tijdschrift ‘Population, Space and Place’ (2015-2018)[46]

## Prijzen, onderscheidingen en beurzen
- 2017, ERC Advanced Grant voor project 'Family ties that bind: 'A new view of internal migration, immobility and labour market outcomes (FamilyTies)', €2,5 miljoen [47][48]
- 2014, subsidie in ORA Plus regeling van Nederlandse Organisatie voor Wetenschappelijk Onderzoek (NWO), Deutsche Forschungsgemeinschaft (DFG, Duitsland) en Economic and Social Research Council (ESRC, U.K.) voor onderzoeksprogramma 'Partner relationships, residential relocations and housing in the life course'. € 450.000 plus GBP 261.000, Nederlands deel: € 254.000 [49]
- 2014 artikel van Mulder ‘Family dynamics and housing: Conceptual issues and empirical findings’ is "Editor’s Choice" van het tijdschrift Demographic Research[50]
- 2011 NWO beurs voor ‘Mobility in social networks’ (met Luca Bertolini; 4 jaar financiering op PhD niveau) [51]
- 2009 Subsidie in NWO-programma 'Longitudinal studies in social and behavioural sciences' voor de derde golf van het 'Netherlands Kinship Panel Study' (medeaanvrager, €245.000) [52]
- 2008, NWO beurs voor ‘Residential arrangements of divorced parents and their children’ (met Lia Karsten; 4 jaar financiering op PhD niveau) [53]
- 2004 NWO VICI (vijfjarig onderzoeksprogramma gefinancierd door de Nederlandse Organisatie voor Wetenschappelijk Onderzoek, Vernieuwingsimpuls; 'Residential choise in a family and socio-spatial context.'  2 promovendi en 2 postdocs;  €1,25 miljoen)[54]
- 2004, NWO beurs voor ‘Residential location and the division between partners of paid work, commuting distance, and household tasks’ (4 jaar financiering op PhD niveau) [55]
- 2000 NWO Aspasia-beurs, programma 'Engagementen in jongvolwassenheid en de gevolgen voor de levensloop' (promotie tot universitair hoofddocent en 4 jaar financiering op phd-niveau).[56]
- 2000 NWO-subsidie Investeringen-Groot, voor Nederlands Verwantschap Panelonderzoek (met P. Dykstra, A. Liefbroer, M. Kalmijn, T. Knijn, A. Komter; budget circa € 4 miljoen) [57][58]
- 1994, KNAW-Akademie-Onderzoekerschap (fellowship van de Koninklijke Nederlandse Akademie van Wetenschappen), project 'Flexibiliteit en Betrokkenheid' (3 jaar financiering op postdoc niveau).
- 1997, verlenging KNAW fellowship (2 jaar financiering op postdoc niveau)
- 1991, NWO-subsidie voor haar eigen promotieproject 'Internal migration of Dutch birth cohorts' ; 2 jaar financiering op phd-niveau (ambtelijk aanvrager Anton Kuijsten)

## Publicaties
Mulder heeft (2023) meer dan 82 publicaties op haar naam staan. Ze heeft een Hirsch-index van 64 en een i10-index (het aantal publicaties met minimaal 10 citaties) van 132. Haar onderzoekspublicaties werden meer dan 12.638 maal geciteerd.
Een aantal veel geciteerde publicaties waaraan Mulder meewerkte:
- Understanding the effects of Covid-19 through a life course lens (De effecten van Covid-19 begrijpen door een levenslooplens) (152 citaties)[63]
- Gender differences in the impact of family background on leaving the parental home (61 citaties)[64]
- Putting family centre stage: Ties to nonresident family, internal migration, and immobility (Familie centraal stellen: banden met niet-inwonende familie, interne migratie en immobiliteit)  (53 citaties) [65]
- The influence of village attractiveness on flows of movers in a declining rural region (De invloed van de aantrekkelijkheid van dorpen op verhuizersstromen in een krimpende plattelandsregio) (47 citaties) [66]

Een aantal andere publicaties:
- Mulder, C. H., & Wagner, M. (1998). First-time home-ownership in the family life course: A West German-Dutch comparison. Urban Studies, 35(4), 687-713.
- Mulder, C. H. (2007). The family context and residential choice: A challenge for new research. Population, Space and Place, 13, 265-278.
- Mulder, C. H., Lundholm, E., & Malmberg, G. (2020). Young adults’ migration to cities in Sweden: Do siblings pave the way? Demography, 57, 2221-2244.